# Sommer-Paralympics 2024/Teilnehmer (Benin)
| stlisierte Goldmedaille | stlisierte Silbermedaille | stlisierte Bronzemedaille |
| ----------------------- | ------------------------- | ------------------------- |
| —                       | —                         | —                         |

Benin entsandte für die Paralympischen Spiele 2024 in Paris zwei Leichtathleten.

## Teilnehmer

### Leichtathletik
| Athleten                     | Klassifizierung | Wettbewerb  | Vorlauf/Vorkampf | Vorlauf/Vorkampf | Halbfinale    | Halbfinale    | Finale        | Finale        | Rang |
| Athleten                     | Klassifizierung | Wettbewerb  | Zeit/Weite       | Rang             | Zeit/Weite    | Rang          | Zeit/Weite    | Rang          | Rang |
| ---------------------------- | --------------- | ----------- | ---------------- | ---------------- | ------------- | ------------- | ------------- | ------------- | ---- |
| Frauen                       |                 |             |                  |                  |               |               |               |               |      |
| Marina Charlotte Houndalowan | F57             | Kugelstoßen | 6,11 m (PB)      | 4                | —             | —             | 5,59 m        | 12            | 12   |
| Männer                       |                 |             |                  |                  |               |               |               |               |      |
| Fayssal Atchiba              | T46             | 100 m       | 11,24 s (PB)     | 5                | ausgeschieden | ausgeschieden | ausgeschieden | ausgeschieden | 12   |

PB: Persönliche Bestzeit